# بيركبريتات الأمونيوم
فوق كبريتات الأمونيوم هو مركب كيميائي له الصيغة المجملة H8N2O8S2، والصيغة المفصلة NH4)2S2O8، ويكون على شكل مسحوق بلوري أبيض.

## الخواص
- ينحل مركب فوق كبريتات الأمونيوم بشكل جيد جداً في الماء، ومحاليله فيه حمضية بشكل واضح (محلول 1 مولي منه له أس هيدروجيني مقداره 1.5).
- مركب فوق كبريتات الأمونيوم مركب ثابت بشكله الصلب، أما محاليله المائية ،وبشكل خاص برفع درجة الحرارة، فإنها تتفكك تدريجياً إلى حمض الكبريت، كبريتات الأمونيوم، والماء الأكسجيني، حيث يتشكل حمض كارو (فوق أوكسو حمض الكبريت) كمرحلة وسطية.
- يعد مركب فوق كبريتات الأمونيوم مثل كل مركبات فوق الكبريتات مؤكسداً قوياً. يتمثل التأثير المؤكسد لهذا المركب من خلال تحريره لزوج من الإلكترونات يتحول من خلاله إلى البيكبريتات.

## التحضير
يحضر مركب فوق كبريتات الأمونيوم تقنياً من التحليل الكهربائي لمحلول بيكبريتات الأمونيوم حسب المعادلة

## الاستخدامات
- نظراً لخواصه المؤكسدة يستعمل مركب فوق كبريتات الأمونيوم في عمليات التبييض.
- يستعمل في تنميش البلاتين في الصناعات الإلكترونية
- يستعمل أيضا في عمليات البلمرة (إنتاج البولمرات المائية)